# 1
För andra betydelser, se 1 (olika betydelser).
1 (I) var ett normalår som började en lördag i den proleptiska julianska kalendern, men i verkligheten ett normalår som började antingen en lördag eller söndag i den julianska kalendern (se skottårsfelet i den julianska kalendern för mer information). Det är också det första året i den traditionella kristna tideräkningen. Året dessförinnan benämns 1 f.Kr.. År 0 (noll) existerar inte i denna tideräkning eftersom siffran noll inte fanns som begrepp vid tiden för dess tillkomst. Siffran noll kom först med arabiska matematiker på 800-talet. Kristus antogs vara född nära det årsskifte som inledde år 1 e.Kr. Däremot finns år 0 enligt den moderna standarden ISO 8601 och har länge använts inom astronomin, där år 0 betecknar år 1 f.Kr, och år -1 betecknar år 2 f.Kr. Den kristna tideräkningen med årtalsberäkning efter Jesu födelse infördes efter icke helt korrekta beräkningar (rörande tidpunkten för kejsar Augustus skattskrivningsdekret) retroaktivt av munken Dionysius Exiguus 532. Man menar idag att Jesus föddes mellan 7 och 4 år före den dionysiska erans början.

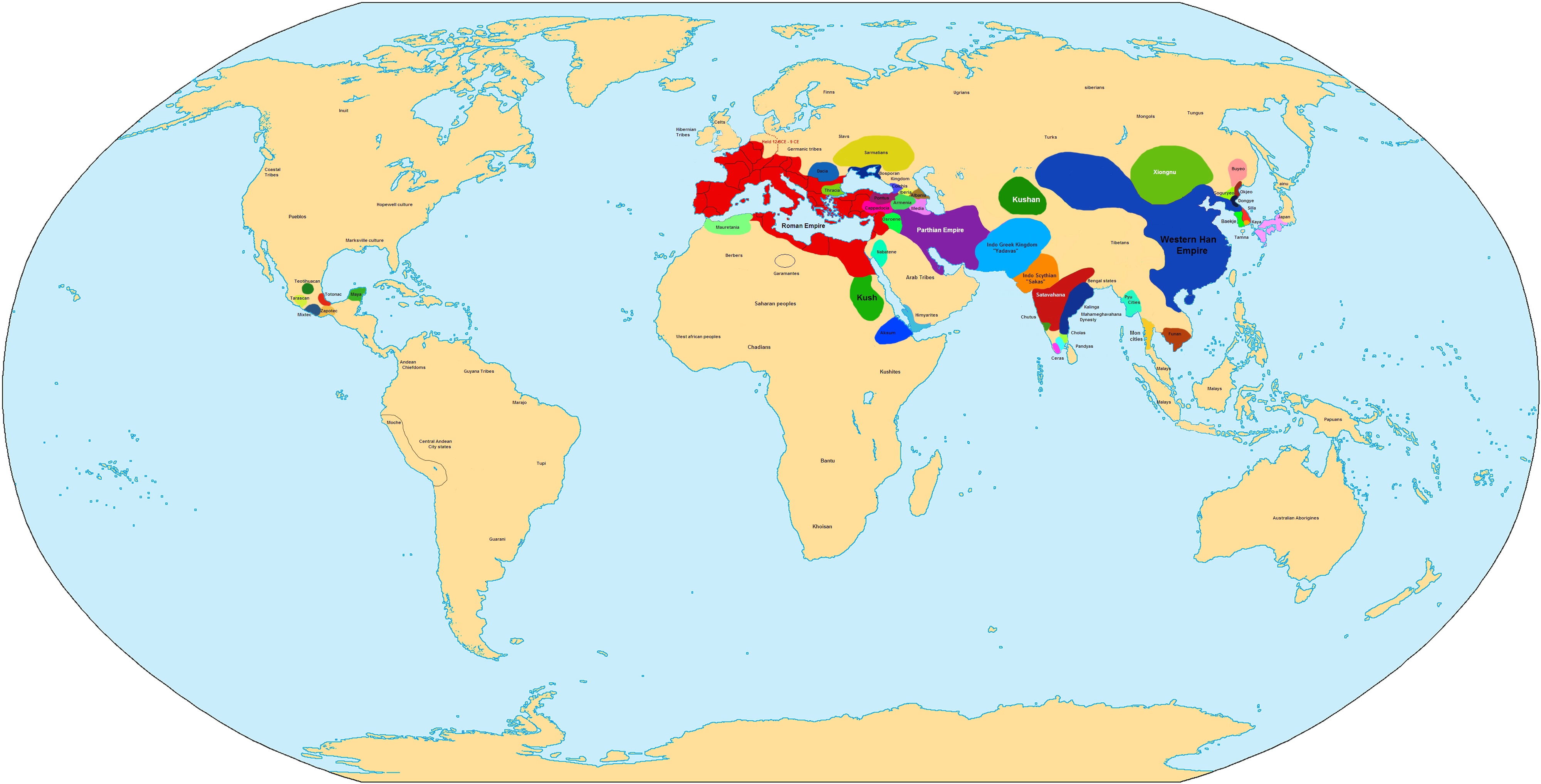
Världen vid Kristi födelse.
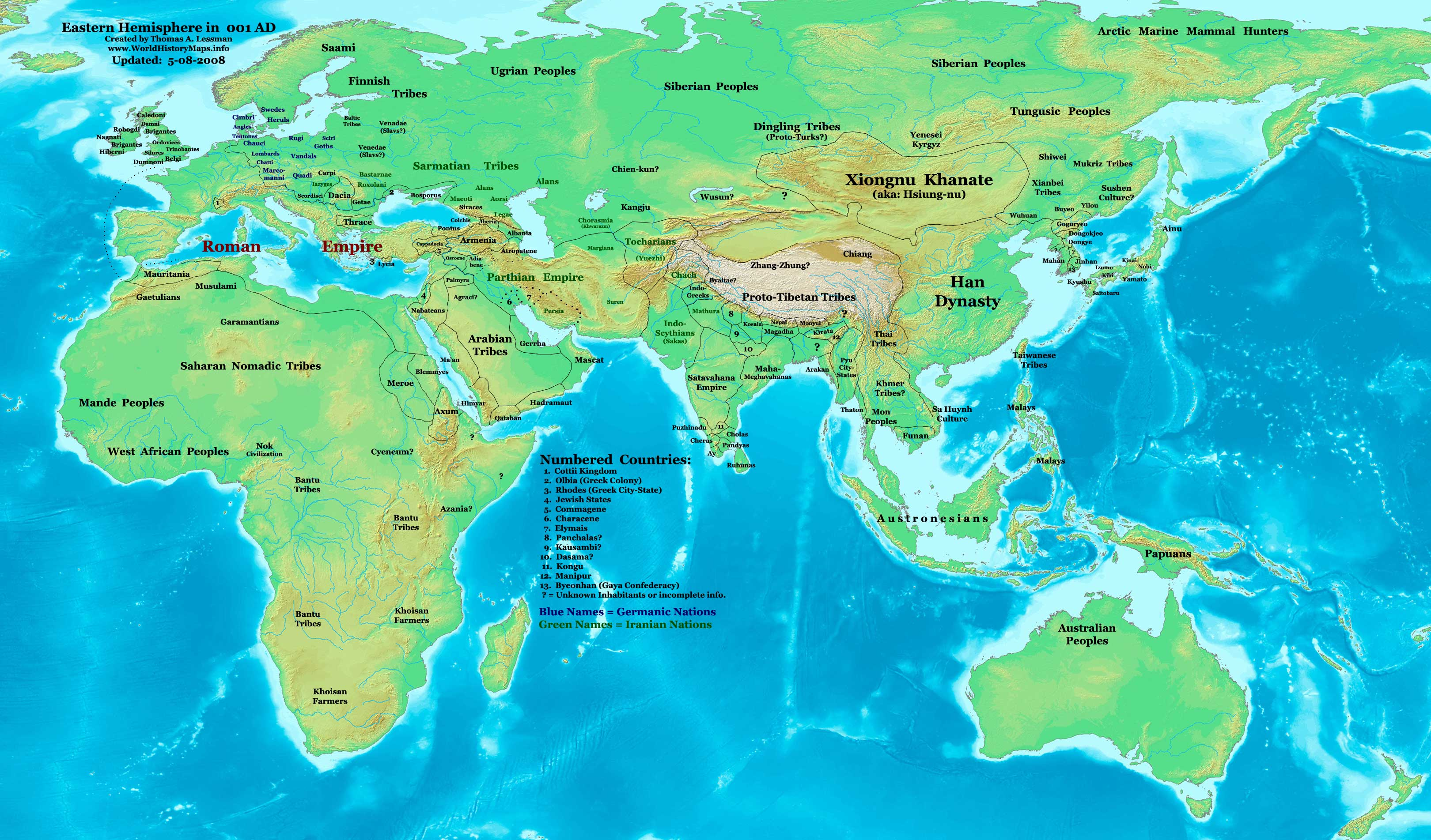
Gamla världen vid Kristi födelse.
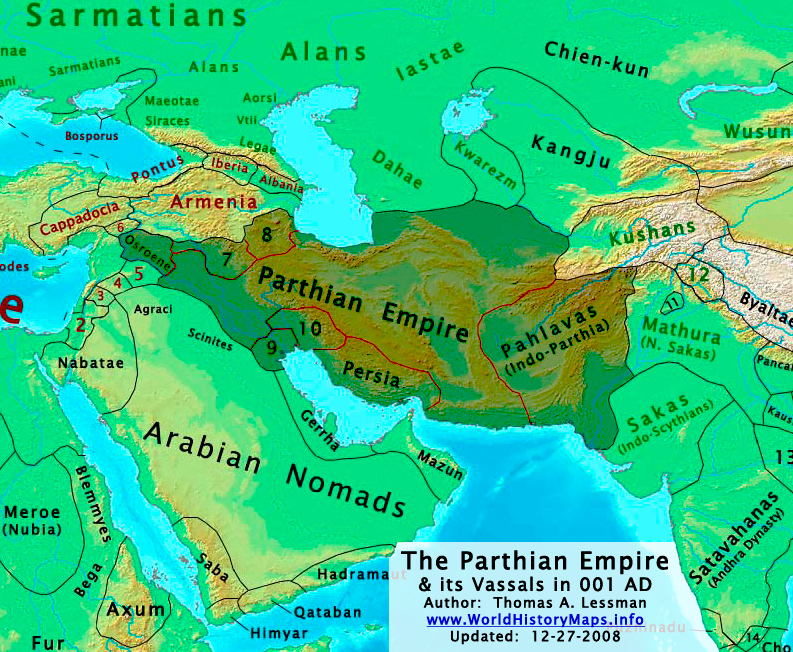
Partien och dess vasaller vid Kristi födelse.
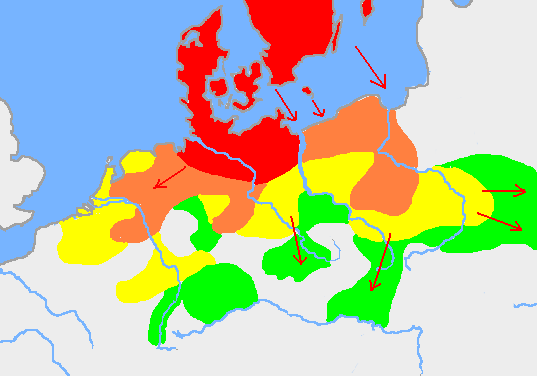
Germanska stammar i Europa vid Kristi födelse (rött och orange).
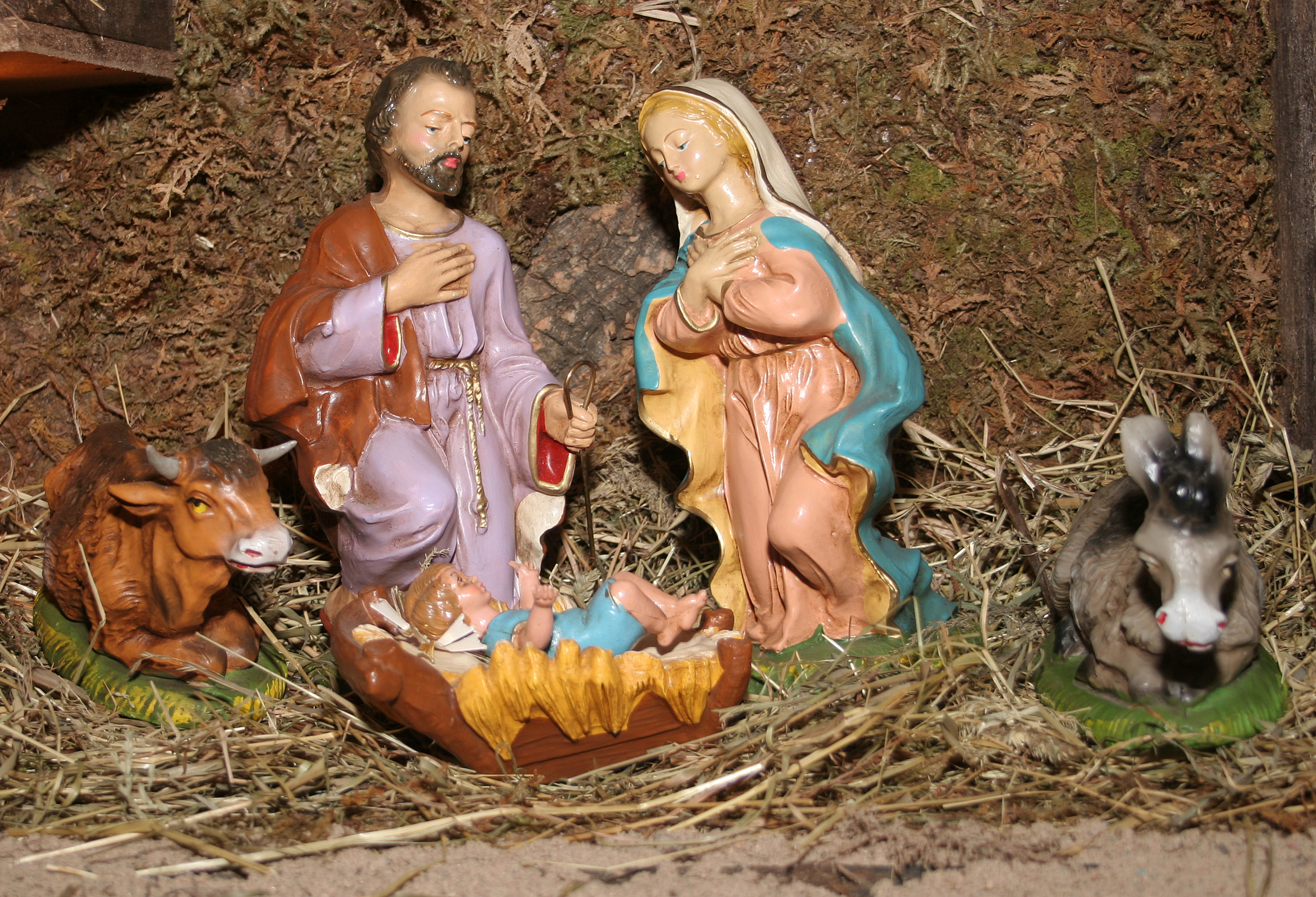
Jesu födelse.

## Händelser

### Okänt datum
- På Augustus order nedslår Tiberius ett uppror i Germanien (1–5 e.Kr.).
- Gaius Cæsar och Lucius Aemilius Paullus blir konsuler i Rom.
- Ovidius skriver diktsamlingen Metamorphoses.
- Siden kommer till Rom.
- Aqua Alsienta-akvedukten byggs.
- Den kinesiska Handynastins Yuanshiera inleds genom att Ping blir kejsare.
- Konfucius får (postumt) sin första kungliga titel, Baochengxun Ni.
- Buddhismen introduceras i Kina.
- Aksum i Etiopien grundas (omkring detta år).
- Moxos upphör att vara ett viktigt religiöst område i Sydamerika (omkring detta år).

## Födda
- 25 december – Jesus, judisk profet och grundare av kristendomen; forskaren Georges Declercq hävdar, att Dionysius Exiguus i sin Anno Domini-räkning förlade Jesu födelse till detta år. De flesta andra hävdar dock, att Dinoysius förlade den till 1 f.Kr. (död omkring 33)
- Lucius Annaeus Gallio, romersk prokonsul (omkring detta år) (död 65)